# 津留雄三
津留 雄三（つる ゆうぞう、1880年〈明治13年〉 - 1930年〈昭和5年〉8月7日）は、日本の海軍軍人。日露戦争では海軍重砲隊に属し旅順要塞攻略戦に参戦。第一次世界大戦にも出征し、正五位勲三等功五級に叙せられた海軍大佐である。その話術と奇行から海軍部内で"大名士"として知られた。宮崎県出身。

## 来歴
宮崎県出身。海軍兵学校30期。海兵30期は1902年（明治35年）の卒業試験に合格した者が186名を数えたが、卒業者に津留の名はない。津留は病のため卒業試験に出席できなかったのである。従って海軍士官の将来を大きく左右したハンモックナンバーは187番であった。クラス首席は百武源吾、他の同期生に下村忠助、松山茂、金子養三、上村従義などがいる。
30期生は豪州方面への遠洋航海を行った。練習艦隊の幹部には、猛将・上村彦之丞司令官をはじめ、日本海海戦で連合艦隊旗艦・三笠艦長を務めた伊地知彦次郎、同じく第二艦隊参謀・佐藤鉄太郎、第四戦隊参謀・森山慶三郎などがそろっていた。しかしこの航海は大型台風に見舞われ艦に故障が発生した。このため長距離を曳航することになり炭水の不足に陥るなど苦難に満ち、ニュージーランド寄航は取りやめとなっている。津留は不参加のため、"人間の為す仕事ではない"とまで言われた石炭搭載作業を経験していない。
日露戦争開戦を迎え、少尉に任官していた津留は通報艦・最上乗組から、後の海軍大将・黒井悌次郎が指揮する海軍陸戦隊重砲隊司令部附となり、伝令将校として乃木希典率いる第三軍の旅順要塞攻略に協力。同重砲隊は、露戦艦・レトヴィザンに命中弾を与え、黄海海戦の日本連合艦隊勝利に貢献するなどした。なお中隊長として後の元帥・永野修身がいた。伝令将校として陸軍側との接触があった津留は、階級章のない作業服姿であり、陸軍側では津留の階級が不明なため丁重に接した。のち階級が判明し、陸軍上級将校を悔しがらせた逸話がある。第三駆逐隊に属する駆逐艦「薄雲」乗組み中尉として日本海海戦に参戦した。
大尉時代は戦艦の分隊長を務める。日本海軍は仮想敵であったロシア海軍に勝利し、連合艦隊司令長官・東郷平八郎の"勝って兜の緒を締めよ"の訓示にもかかわらず、士気は弛緩していた。連合艦隊は解散し、第一艦隊司令長官・伊集院五郎は引き締めを行うべく猛訓練を行った。休日返上の訓練に津留が漏らした言葉は日本海軍の猛訓練の代名詞となり、のちに軍歌の題名となった。月月火水木金金である。また海軍砲術学校の教官を務めている。陸戦教練などを指導し見事な指揮振りを示した学生を講評したが、誉めた点は面構えであった。その学生は面構えが有名となり、芸者などの人気を博した。この果報な人物は最後の連合艦隊司令長官・小沢治三郎である。この出来事は1912年（明治45年）春のことで、目撃したのは最後の海軍大将・井上成美であり、当時の砲術学校教官に米内光政、山本五十六がいた。
第一次世界大戦では第一南遣艦隊に属す「浅間」の分隊長として出征し、占領した南洋群島の守備隊長となる。司令官は、丁字戦法の発案者といわれる山屋他人である。戦術の大家・山屋司令官に命じられ津留が守備した島は「クサイ」島（コスラエ州）である。津留が作成した同島に関する報告書は日本国防衛省防衛研究所に現在も保管されている。
陸上勤務としては観閲点呼執行官、呉鎮守府副官を務め、海上では給油艦・隠戸、かつて日本が初めて航空作戦を行った第二艦隊所属の水上機母艦・若宮、軽巡洋艦・五十鈴の各艦長を務めた。五十鈴歴代艦長には松山茂、堀悌吉、山本五十六、高須四郎ら日本海軍史上、重要な役割を果たした人物が連なっている。

## 大名士
日本海軍ではケタ外れに奇行に富む人物を"大名士"と呼び、この系譜に連なるものに山本五十六、有地十五郎、須賀彦次郎などがいた。津留はこうした提督連を抑え、海軍一の大名士といわれる。次に2名の海軍関係者による津留評を引用する。
軍令部総長・豊田副武
海軍兵学校英語教授・平賀春二
ヘル談のヘルは英語の「help」、即ち日本語の「助ける」から転じて助平を意味し、ウィット、ユーモアが利いていることが必要であった。英語版の名手としては最後の駐米武官・横山一郎がいる。上質のヘル談は海上生活が続く男たちに喜ばれ、軍艦生活の潤滑剤として必須であった。もっとも男たちは陸上でも喜んでいる。
津留を巡る珍談・奇談は真偽不明なものを含め多く伝わっているが、2例を紹介する。
<誰か能く止め得ん>
海軍軍令部長の鈴木貫太郎大将が臨席する場で、砲撃中止の命令の後に、なお砲撃が継続された事案が、軍紀違反として問題とされた。列席者が沈黙する中、津留は発言した。「いまいくいまいくという大事なせつなに、以下略」。満場は爆笑に包まれ、"鬼貫"と呼ばれた鈴木貫太郎軍令部長も破顔したという。
<軍艦と女性自身>
日本海軍は日本海海戦が行われた毎年5月27日を海軍記念日として、各種学校などへ士官を派遣し講演を行っていた。津留は、とある女学校で軍艦の話をすることになり、説明上黒板に軍艦の絵を描き始めた。しかし生徒たちは顔を赤くしてうつむいてしまい講演は中止となった。津留の描く軍艦の絵が何かに似てしまったのが原因である。

## 栄典
- 1905年（明治38年）2月14日 - 従七位[20]
- 1907年（明治40年）11月30日 - 正七位[21]
- 1913年（大正2年）2月10日 - 従六位[22]

## 親族
津留は宮崎県士族の出身である。海軍大臣を務めた海軍大将・財部彪とは同郷で、また縁故関係があったといわれる。岳父は男爵海軍中将・富岡定恭であり、日本海海戦で第三戦隊参謀を務めた丸山寿美太郎は義兄、最後の軍令部作戦部長・富岡定俊は義弟である。